# Bryodelphax meronensis
Espèce
Bryodelphax meronensis est une espèce de tardigrades de la famille des Echiniscidae. 

## Distribution
Cette espèce est endémique d'Israël.

## Étymologie
Son nom d'espèce, composé de meron et du suffixe latin -ensis, « qui vit dans, qui habite », lui a été donné en référence au lieu de sa découverte, le mont Méron.

## Publication originale
- Pilato, Lisi & Binda, 2010 : Tardigrades of Israel with description of four new species. Zootaxa, no 2665, p. 1-28.